# Бруде VII
Бруде VII (*Brude VII, д/н — 845) — король піктів у 843—845 роках.

## Життєпис
За походженням був піктом (гелом) або бриттом. Ім'я батька, за різними відомостями, було Вутол, Фохель або Фотел. Скористався боротьбою між братами Бруде VI, Кініодом II та Друстом. У 843 році повалив Кініода II, ставши королем. Втім, стикнувся з амбіціями Друста та Кеннета, короля Дал Ріади. Фактично держава розпалася на декілька частин. У 845 році Бруде VII було повалено, а королем став Друст X.